# NHL 1931/32
Die NHL-Saison 1931/32 war die 15. Spielzeit in der National Hockey League. Acht Teams spielten jeweils 48 Spiele. Den Stanley Cup gewannen die Toronto Maple Leafs nach einem 3:0-Erfolg in der Finalserie gegen die New York Rangers. Zum ersten Mal seit 1918 starteten weniger Teams als im Vorjahr in eine Saison. Die Philadelphia Quakers und die Ottawa Senators traten in dieser Saison nicht an. Ottawa pausierte nur ein Jahr, während man in Philadelphia nun 36 Jahre ohne NHL auskommen musste. Trotz Rezession investierte Conn Smythe in ein neues Stadion. Er wurde für dieses Wagnis belacht, aber als am 12. November 13.233 Zuschauer die erste Partie gegen Chicago besuchten, war er es, der zuletzt lachten durfte. Eine Regeländerung forderten die Bruins. Nachdem die Americans bei ihrem 3:2-Sieg 61 Befreiungsschläge machten, forderte man die Einführung der heutigen „Icing-Regel“. Die NHL lehnte ab und die Bruins droschen den Puck beim nächsten Aufeinandertreffen mit den Americans 87-mal einfach nach vorne. Zur Einführung der erforderlichen Regel kam es jedoch erst 1937.

## Reguläre Saison

### Abschlusstabellen
Abkürzungen: W = Siege, L = Niederlagen, T = Unentschieden, GF= Erzielte Tore, GA = Gegentore, Pts = Punkte
| Canadian Division   | W  | L  | T | GF  | GA  | Pts |
| ------------------- | -- | -- | - | --- | --- | --- |
| Montréal Canadiens  | 25 | 16 | 7 | 128 | 111 | 57  |
| Toronto Maple Leafs | 23 | 18 | 7 | 155 | 127 | 53  |
| Montreal Maroons    | 19 | 22 | 7 | 142 | 139 | 45  |
| New York Americans  | 16 | 24 | 8 | 95  | 142 | 40  |

| American Division  | W  | L  | T  | GF  | GA  | Pts |
| ------------------ | -- | -- | -- | --- | --- | --- |
| New York Rangers   | 23 | 17 | 8  | 134 | 112 | 54  |
| Chicago Blackhawks | 18 | 19 | 11 | 86  | 101 | 47  |
| Detroit Falcons    | 18 | 20 | 10 | 95  | 108 | 46  |
| Boston Bruins      | 15 | 21 | 12 | 122 | 117 | 42  |

### Beste Scorer
Abkürzungen: GP = Spiele, G = Tore, A = Assists, Pts = Punkte
| Spieler          | Team         | GP | G  | A  | Pts |
| ---------------- | ------------ | -- | -- | -- | --- |
| Busher Jackson   | Toronto      | 45 | 28 | 25 | 53  |
| Joe Primeau      | Toronto      | 46 | 13 | 37 | 50  |
| Howie Morenz     | Montreal     | 48 | 24 | 25 | 49  |
| Charlie Conacher | Toronto      | 44 | 34 | 14 | 48  |
| Bill Cook        | NY Rangers   | 48 | 34 | 14 | 48  |
| David Trottier   | Mtl. Maroons | 48 | 26 | 18 | 44  |
| Hooley Smith     | Mtl. Maroons | 43 | 11 | 33 | 44  |
| Babe Siebert     | Mtl. Maroons | 48 | 21 | 18 | 39  |
| Dit Clapper      | Boston       | 48 | 17 | 22 | 39  |
| Aurèle Joliat    | Montreal     | 48 | 15 | 24 | 39  |

## Stanley-Cup-Playoffs
|  | Viertelfinale | Viertelfinale         | Viertelfinale       |                  |                     | Halbfinale | Halbfinale       | Halbfinale |  |  | Stanley-Cup-Finale | Stanley-Cup-Finale | Stanley-Cup-Finale |
|  |               |                       |                     |                  |                     |            |                  |            |  |  |                    |                    |                    |
|  |               |                       |                     |                  |                     |            |                  |            |  |  |                    |                    |                    |
|  |               |                       |                     |                  |                     |            |                  |            |  |  |                    |                    |                    |
|  | C1            | Canadiens de Montréal | 1                   |                  |                     |            |                  |            |  |  |                    |                    |                    |
|  | C1            | Canadiens de Montréal | 1                   |                  |                     |            |                  |            |  |  |                    |                    |                    |
|  |               |                       | A1                  | New York Rangers | 3                   |            |                  |            |  |  |                    |                    |                    |
|  |               |                       |                     | New York Rangers | 3                   |            |                  |            |  |  |                    |                    |                    |
|  |               |                       |                     |                  |                     |            |                  |            |  |  |                    |                    |                    |
|  |               |                       |                     |                  |                     |            |                  |            |  |  |                    |                    |                    |
|  |               |                       |                     |                  |                     | A1         | New York Rangers | 0          |  |  |                    |                    |                    |
|  |               | C2                    | Toronto Maple Leafs | 3                |                     |            |                  |            |  |  |                    |                    |                    |
|  | C2            | Toronto Maple Leafs   | 16                  |                  |                     |            |                  |            |  |  |                    |                    |                    |
|  | A2            | Chicago Black Hawks   | 12                  |                  |                     |            |                  |            |  |  |                    |                    |                    |
|  | A2            | Chicago Black Hawks   | 12                  | C2               | Toronto Maple Leafs | 14         |                  |            |  |  |                    |                    |                    |
|  |               |                       |                     | C2               | Toronto Maple Leafs | 14         |                  |            |  |  |                    |                    |                    |
|  |               |                       | C3                  | Montreal Maroons | 03                  |            |                  |            |  |  |                    |                    |                    |
|  | C3            | Montreal Maroons      | C3                  | Montreal Maroons | 03                  | 13         |                  |            |  |  |                    |                    |                    |
|  | C3            | Montreal Maroons      |                     |                  |                     |            |                  |            |  |  |                    |                    |                    |
|  | A3            | Detroit Falcons       | 01                  |                  |                     |            |                  |            |  |  |                    |                    |                    |

## NHL Awards und vergebene Trophäen
| Auszeichnung          | Spieler          | Team                |
| --------------------- | ---------------- | ------------------- |
| Hart Memorial Trophy: | Howie Morenz     | Montréal Canadiens  |
| Lady Byng Trophy:     | Joe Primeau      | Toronto Maple Leafs |
| Vezina Trophy:        | Charlie Gardiner | Chicago Black Hawks |